# 郵便貯金制度

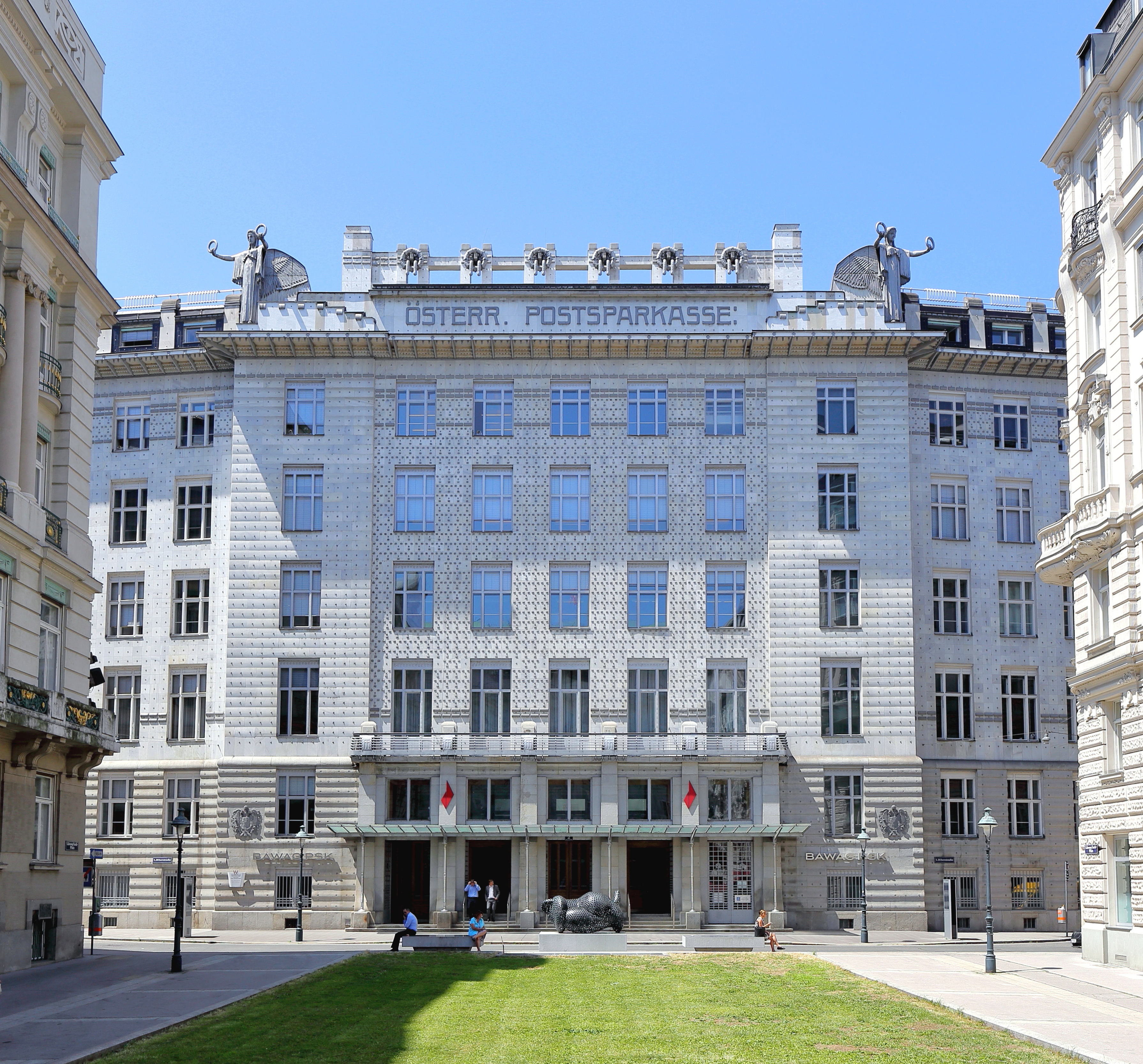
オーストリア郵便貯金銀行（ウィーン）

郵便貯金制度（ゆうびんちょきんせいど、Postal savings system）とは、政府が郵便局を通じて預金・為替サービスなどを国民に提供する制度の総称である。

## 制度の趣旨と沿革
国民への貯蓄奨励や、民間銀行などのサービスが行き渡らない地域も含めた全国均一の金融サービスを提供するという目的に基づき、各国の政府により設立された。アメリカでは、このような目的が達成されなかったものの、ヨーロッパの主要各国では、金融の自由化・グローバル化の進展とともに、民間の金融機関がサービスの多様化やクリーム・スキミングを進めるのに対抗して、郵便貯金制度も個人業務を中心にサービスを拡充することにより、制度本来の目的を忠実に果たしている。ドイツやフランス、イタリアでは、欧州統合に向けた規制緩和・民営化の流れの中で改革が行われ、経営効率化を図るために公社化や民営化（100％政府保有）が行われた。しかし、ドイツでは、店舗数の減少などの問題が生じており、ATMの設置やテレホンバンキングの活用により利便性を保つ努力が行われている。

## 各国の郵便貯金の位置づけ
主な国の個人金融資産における郵便貯金の占める割合は、各国とも安定的に推移している。なお、ヨーロッパ主要各国では、日本と比較して郵便貯金のシェアが低い傾向にあるが、これは個人専門の貯蓄金融機関が発達しているためである。 

## 各国の郵便貯金制度

### イギリス
世界で最初に作られた郵便貯金制度はイギリスのもので、「近代郵便の父」として知られるローランド・ヒルの手によって1861年に創設された。創設当初は郵便局を通じて、国民に全国規模の安全・便利・経費不要な銀行を設立することを目的としていた。1880年には郵政省が郵便・電気通信・郵便貯金の3事業を管轄下に置いた。金利は他の金融機関と比べ低く、預入制限などがあったにもかかわらず、政府の信用があったことに加え、当時の金融機関が富裕層の貿易商人を本来の顧客としており国際都市にしか支店がなかったことなどから、徐々に貯金残高を伸ばしていった。 
1969年に大蔵省の外局として国民貯蓄庁が新設され、それまで郵政省が行ってきた郵便貯金事業を引き継ぎ、国営の郵便貯蓄銀行となった。その後、名称を国民貯蓄銀行へと変更した。普通貯金よりも国民貯蓄証書の発行の割合が大きく、政府により設定される調達目標金額にしたがって集められた資金は、全て国家貸付資金勘定に預託されて政府資金として活用された。この点においては、日本の財政投融資制度に似ている。 
1980年代以降、サッチャー政権による政府資金調達方法の多様化政策により、貯蓄証書の限度額緩和や年齢制限撤廃を始め、インカムボンド、預金債券、キャピタルボンド発行などによる商品の多様化が図られた。こうした政策により、住宅金融組合や商業銀行などと競合する個人貯蓄の分野において、一時的にシェアを伸ばした。しかし、1980年代後半からシェアは低下し、1990年代以降はほぼ横ばいとなった。1996年には国民貯蓄銀行は国から分離・独立し、独立行政法人「ナショナル・セービング・アンド・インベストメント(NS&I)」となった。これは、民間と競合しない金融商品を開発することによって、その収益で国債を購入し、国民の税負担の削減に貢献するためである。
ナショナル・セービングは、必要な資金の調達状況に応じて、債券発行の停止や市場金利をかなり下回る金利の設定により、必要以上に資金を調達しないようにしている。その結果、貯金残高は1999年末で約628億ポンドとなっており、個人の金融資産全体に占めるシェアは2.2%にとどまっている。なお、調達した資金は全額政府に預託され、政府保証債への投資や地方自治体への貸し付けなどで運用されている。このように、ナショナル・セービングはあくまでも政府系の機関として、財政資金の調達という役割に徹していることに加え、貸付業務は行っていないことから、民間の金融機関との対立は起きていない。
なお、イギリスでは「郵便貯金（Postal Savings）」という呼称は用いておらず、「ナショナル・セービング（国民貯蓄、National Savings）」と呼んでいる。かつてイギリスの植民地であった国でもそう呼称するところがある。

### アメリカ
アメリカでは1911年に、郵便局が「スリフト（貯蓄金融機関）」や銀行などを利用しにくい地域に対して、貯金手段の提供を目的として貯金業務を開始した。この当時、貯蓄銀行がニューイングランドに偏在したことに加え、ヨーロッパからの移民が地元の民間の金融機関に対して不信感を持っていたためである。設立当初は1人当たりの預入限度額は500ドルとなっていたが、その後段階的に引き上げられ、1919年には2,500ドルにまでなった。金利は2%の固定金利だった。集められた資金の運用については、当初は経営状態が健全な銀行への預金を中心に行われていたが、金融恐慌後はほとんどが政府債で運用され、政府への資金供給源となっていった。
世界恐慌の影響で民間の金融機関の破綻などが多くみられた1930年代頃には、安全性が高く、金利設定が相対的に高くなった郵便貯金の人気は高まったものの、1933年に預金保険機構が創設されたことや、民間の金融機関の安全性が高まったことに伴い、次第に規制が多く利便性の乏しい郵便貯金は衰退していった。ただし、郵便貯金はあくまでも民間の金融機関の補てん的な役割に徹していたことから、衰退は致し方ないといった見方もできる。
1947年をピークに貯金者数・貯金残高ともに減少を続け、1966年には郵便貯金制度廃止法によって廃止された。貯金者数・貯金残高が減少した要因としては、郵便貯金に制約が多く、利用客にとって魅力的な商品を開発することができなかったためである。主な制約として、郵便貯金業務を行う郵便局数が少なかったこと、払い戻しなどに関する利便性が欠如していたこと、民間の金融機関と比べて金利が低かったこと、預入限度額があまり拡大されなかったことなどが挙げられる。
郵便貯金の廃止については、ATMなどのオンラインシステムが発達する前であったため、特に混乱は生じなかったとされている。しかし、アメリカでは口座維持手数料が徴収されるのが一般的であり、ユニバーサルサービスを担い、低所得者層でも貯金口座を持つことができる郵便貯金のような制度がないために、低所得者層を中心に金融機関に口座を持っていない人が少なくない。

### フランス
フランスの郵便貯金の歴史は「1881年4月9日付法律」により、1881年に「国民貯蓄金庫」が郵便電気通信省の管轄下に入ったところから始まる。設立当初は、預入限度額が定められた通常貯金のみを取り扱っており、国民の小額貯金の受け入れを行っていた。その後、1960年代になると、商業銀行が個人預金市場へ参入したことから、金融機関同士の競争が激しくなってきたため、保険や証券の取り扱い、公共料金の引き落とし、社会保険料の徴収、年金の支払いなど、民間の金融機関と競合を重ねながら、徐々にその業務を拡大させていった。
1991年には、郵便電気通信省は郵便・郵便貯金事業と電気通信事業とが分離・公社化され、新たに発足したフランス郵政公社「ラ・ポスト」が郵便・郵便貯金の業務をそれぞれ引き継いだ。従来からの貯金に加え、外国為替取引や株式・保険の販売などを行っているものの、電子化の遅れや、非効率的な業務、時代遅れの金融商品などが批判されている。また、郵便事業と郵便貯金事業との会計分離が不明瞭となっている点や、民間の金融機関が扱えないような非課税貯蓄商品（A通帳）の取り扱いなども批判されている。
2006年1月には、ラ・ポストから郵便貯金事業を分割し、金融サービス部門の収益基盤を強化する目的から、ラ・ポストの100%子会社として「郵便貯金銀行（La Banque Postale）」が設立された。住宅ローンを中心とした今後のサービス拡大を目指しているが、民業圧迫との懸念も大きい。ただし、ラ・ポストの金利決定権限が大蔵省にあること、新しい金融商品を提供する場合は大蔵省への通知が必要となっていること、ラ・ポストの取締役会が作成する年次予算案は、大蔵大臣・産業大臣双方の承認を得なければならないことなどから、経営に対する政府の関与は強い。
貸し付けは住宅貯金口座保有者への住宅貸付と郵便小切手の当座貸越に限られているものの、運用資産は1999年で約1.2兆フランとなっており、個人の金融資産全体に占めるシェアは5.5%となっている。集められた資金は自主運用部門の個人向け住宅貸付を除いて全額政府に預託され、公営住宅などの社会資本整備に利用されている。

### ドイツ
ドイツでは、1907年から郵便為替取引が始まり、郵便貯金は他のヨーロッパ諸国よりも遅い1939年に創設され、電気通信事業や郵便事業とともに郵便電気通信省によって運営されていた。定期貯金や普通貯金が取り扱われており、郵便振替の貸し越しを除き、利用客に対する貸し付けは行われていなかった。また、集められた資金の運用については、ドイツ連邦銀行への預金や、大蔵省の証券、電気通信事業に対する貸し付けなどに制限されていた。なお、税制上の優遇措置はなく、民間の金融機関と同様に預金保険制度への加入や、中央銀行への支払準備金の積み立ても義務付けられていた。
1987年には電気通信制度政府委員会が、「郵政三事業（郵便・郵便貯金・電気通信）の郵便電気通信省からの分離・公社化案」を提出した。その後、1989年の「ドイツ連邦郵便経営基本法」の成立を受け、郵便電気通信省は1990年に郵便・電気通信・郵便貯金の3事業に分割・公社化され、郵便貯金は「de:Postbank」となった（第1次郵政改革）。この改革は、あくまでもドイツの郵便事業の効率化を進めることを目的としていた。なお、ポストバンクは郵便事業を扱うドイツポストや電気通信事業を扱うドイツテレコムと違い、ユニバーサルサービスは義務付けられなかった。
ポストバンクは、公社化以降に取り扱いが始まったクレジットカードや高金利の金融商品に加え、個人の貯金や振替を中心に扱っていたが、発足当初は赤字を計上しており、その赤字をドイツテレコムが補てんしていたことから、経営の改善が求められた。また、金融自由化により金融機関同士の競争が激化してくるにつれて、ポストバンクもサービス内容を拡充し、生き残りを図る必要に迫られた。1991年の当座預金貸付限度額の大幅引上げや、確定利付き貯蓄証書の導入に加え、期日指定定期などの金融商品を多様化させた。これに対して、民間の金融機関からは、金融サービスの拡充は本来の郵便貯金業務の枠を超えたものであること、ドイツテレコムからの赤字補てんは、民間との公正な競争を阻害していることなどが批判された。またこの問題に関して、ドイツ連邦共和国基本法に違反しているとして訴訟にまで発展した。
1994年にはドイツ連邦共和国基本法が改正され（第2次郵政改革）、1995年に発行株式の100%を政府が保有する持株会社のもとで3公社が民営化された。また、1997年には郵便電気通信省が廃止された。民営化後のポストバンクは銀行法上の免許を受けた金融機関とされており、銀行法の適用を受けている。加えて、業務の範囲も民間の金融機関と同じになり、金利も独自に決められるようになった。その後、ドイツポストとポストバンクは別会社として運営されていたが、1999年にドイツポストがポストバンクを買収し、公社時代と同様の形で一体経営が行われているため、ドイツ国内にあるすべての郵便局で郵便貯金が取り扱われている。
2008年9月に、ドイツ銀行界最大手のドイツ銀行が2009年3月までにドイツポストが所有するポストバンク株の29.75%を買収し、さらにその後の1-3年間に20.25%程度を取得すると発表した。。しかしながら、直後に起きた世界的な金融危機によりドイツ銀行は資金難に陥り、2009年2月に実際に譲渡された株式は21.99%に留まった（買収および株式交換による）。のち株式市場で自己調達した分をふくめて、ドイツ銀行の2009年12月現在の持ち株率は29.88%である。
いずれにせよ、連邦制をしくドイツでは、貯蓄銀行の大半は州政府および地方自治体によって運営されており、これらは原則公営である。連邦政府が運営する貯蓄銀行である郵便銀行は、その預金総額において、公的な貯蓄銀行全体の10%前後でしかない。

### イタリア
イタリアでは、貯金思想の定着と政府の財源確保を目的として、1875年に設立された。銀行よりも金利が低かったものの、金融機関がない過疎地域や、年金受給に郵便貯金の口座を利用する高齢者などを中心に、広く利用されてきた。イタリアでは、営業地域規制などにより銀行の営業網整備が遅れているため、郵便貯金は支店数が多く便利であること、政府が運営しているという信頼感があること、手数料が無料であること、税制上の優遇措置などがあることなどからも、その優位性を保ってきた。
しかし、金融自由化の流れを受け、1994年からは、行政合理化の一環として設立された公社「ポステ・イタリアーネ」により郵便・電気通信事業とともに運営されている。

### ニュージーランド
イギリス、ベルギーに次いで世界で3番目に郵便貯金が創設されたのは、ニュージーランドである。郵便貯金は創設以来、小口貯金を預け入れたい国民にとって、また身近な金融機関としてその役割を果たしてきた。
1987年に、政府の行財政改革の一環として、これまで郵便・郵便貯金・電気通信の3事業を取り扱ってきた郵便事業省の民間化を前提とした分割・公社化が行われ、郵便貯金事業を担う公社として「ポストバンク」が誕生した。ポストバンクは1989年にオーストラリア資本のオーストラリア・ニュージーランド銀行グループに売却され、その後の郵便局の統廃合により郵便貯金の利便性は縮小していった。また、民営化と平行して行われた金融市場の規制緩和による影響で、ポストバンク以外の国内の銀行も外国資本によって買収され、顧客が口座維持料を徴収されたり、様々なサービスに手数料を課されたため、小口貯金者は口座を維持することが困難になってしまった。また、相次ぐ支店の閉鎖によって、銀行やATMすらない「金融空白地」が誕生していった。
このような事態を受け、小口貯金の口座を運営し、低金利で融資を行っていた身近な銀行である「郵便貯金」の復活を求める国民の声が高まっていった。2002年にニュージーランド労働党と旧連合党の連立政権は、郵便局の窓口を利用した金融機関「キーウィ銀行」をニュージーランド・ポスト社100％所有の子会社として設立し、郵便事業者による金融サービスを再び開始した。
キーウィ銀行は、口座開設料や維持料を徴収していないことから、国民からの支持を受けて着実に店舗数を増やし、現在では全国のおよそ3割の郵便局で金融サービスが実施されている。なお、キーウィ銀行は、中小企業向け融資や住宅ローン、各種保険の販売、貯蓄思想の普及、ネットバンキングの充実などを今後の課題としている。また、キウィバンクの成功により、手数料の見直しを行う銀行も出てきており、新たな国営企業の誕生が民間企業への刺激となっている。

### その他の国
- 大韓民国では郵逓局預金（우체국예금：ウチェグゲグム）という。
- 台湾（中華民国）では郵便貯金のことを「郵政儲金」と呼ぶが、中華人民共和国では「郵政儲蓄」と呼び、同じ中国語圏でも呼称は異なる。なお、台湾では中華郵政が現在も郵政事業と共に行っているが、中華人民共和国では2007年に郵便貯金部門を中国郵政儲蓄銀行として経営分離した。
- 郵便貯金事業を新しく始める国がある場合、日本がノウハウを提供することもある。1999年にベトナム、2000年にカザフスタンとラオス、2002年にはブラジルで新たに郵便貯金事業がスタートしているが、これらの国にもノウハウの提供及び技術協力を行っている。海外の郵政機関から研修生を受け入れることも多い。
- 欧州では、郵便貯金（公営、民営）とは別に、地方自治体が運営する貯蓄銀行が存在している地域もある。